# Verbandsgemeinde Nahe-Glan
Verbandsgemeinde Nahe-Glan – gmina związkowa w Niemczech, w kraju związkowym Nadrenia-Palatynat, w powiecie Bad Kreuznach. Siedziba gminy związkowej znajduje się w mieście Bad Sobernheim. Powstała 1 stycznia 2020 z połączenia gminy związkowej Bad Sobernheim z gminą związkową Meisenheim.

## Podział administracyjny
Gmina związkowa zrzesza 34 gminy, w tym dwie gminy miejskie (Stadt) oraz 32 gminy wiejskie (Gemeinde):
1. Abtweiler
2. Auen
3. Bad Sobernheim, miasto
4. Bärweiler
5. Becherbach
6. Breitenheim
7. Callbach
8. Daubach
9. Desloch
10. Hundsbach
11. Ippenschied
12. Jeckenbach
13. Kirschroth
14. Langenthal
15. Lauschied
16. Lettweiler
17. Löllbach
18. Martinstein
19. Meddersheim
20. Meisenheim, miasto
21. Merxheim
22. Monzingen
23. Nußbaum
24. Odernheim am Glan
25. Raumbach
26. Rehbach
27. Rehborn
28. Reiffelbach
29. Schmittweiler
30. Schweinschied
31. Seesbach
32. Staudernheim
33. Weiler bei Monzingen
34. Winterburg